# Weissmies
De Weissmies is een berg in de Walliser Alpen in Zwitserland. De berg met omringend massief wordt in het westen begrensd door het Saastal, in het oosten door de Simplonpas en het Val d'Ossola. Het zuidoosten van het massief ligt in Italië. De Weissmies heeft een vlakke, koepelvormige top bedekt met sneeuw en gletsjers.
De eerste beklimming was in 1855 door Jacob Christian Häuser en Peter Josef Zurbriggen.
Omdat de berg ondanks zijn meer dan 4000 meter relatief eenvoudig te beklimmen is is het een trekpleister voor bergklimmers. De normale route loopt vanaf kabelbaanstation Hohsaas (3140 m) over de gletsjer en is relatief eenvoudig. Een andere veel gebruikte route naar de top voert vanaf Saas Almagell over de Almagellerhütte en de zuidgraat naar de top. Voor een beklimming zijn stijgijzers en pikkel noodzakelijk. Vanaf de top zijn bij helder weer het Lago Maggiore en talrijke andere bergmassieven van de Alpen te zien. Men zegt dat met een verrekijker zelfs de Dom van Milaan te zien is.